# Norvège au Concours Eurovision de la chanson 2020
La Norvège était l'un des quarante et un pays participants prévus du Concours Eurovision de la chanson 2020, qui aurait dû se dérouler à Rotterdam aux Pays-Bas. Le pays aurait été représenté par Ulrikke Brandstorp et sa chanson Attention, sélectionnées via le Melodi Grand Prix 2020. L'édition est finalement annulée en raison de la pandémie de Covid-19.

## Sélection
Le diffuseur norvégien NRK a confirmé sa participation au Concours 2020 dès le 5 novembre 2018, confirmant par la même occasion la reconduction du Melodi Grand Prix avec un nouveau format.

### Format
À l'occasion des 60 ans de la première participation  norvégienne à l'Eurovsion, NRK décide d'étendre le format du Melodi Grand Prix en y incluant des demi-finales pour la première fois depuis 2014.
Le système est basé sur les cinq régions de Norvège : Nord, Centrale, Ouest, Sud et Est. Chaque région aura sa demi-finale, dans laquelle des artistes de cette région concourront pour une place en finale. Dans chaque demi-finale, quatre chansons participent, réparties en deux duels. Les vainqueurs de ces duels s'affrontent ensuite dans un « duel d'or », dont le vainqueur, désigné par vote en ligne, est qualifié pour la finale. À ces cinq qualifiés s'ajouteront cinq artistes pré-qualifiés pour une finale de dix participants. Les artistes pré-qualifiés se produiront également lors des demi-finales afin de promouvoir leur chanson,.

### Calendrier
| Show          | Date             | Région   | Lieu               |
| ------------- | ---------------- | -------- | ------------------ |
| Demi-finale 1 | 11 janvier 2020  | Sud      | H3 Arena Fornebu   |
| Demi-finale 2 | 18 janvier 2020  | Est      | H3 Arena Fornebu   |
| Demi-finale 3 | 25 janvier 2020  | Centrale | H3 Arena Fornebu   |
| Demi-finale 4 | 1er février 2020 | Ouest    | H3 Arena Fornebu   |
| Demi-finale 5 | 8 février 2020   | Nord     | H3 Arena Fornebu   |
| Finale        | 15 février 2020  | National | Trondheim Spektrum |

### Chansons
Une période de dépôt des candidatures est ouverte du 2 mars au 31 juillet 2019. À son terme, environ 800 chansons avaient été reçues par le diffuseur. Elles sont réduites à 20 demi-finalistes et 5 finalistes pré-qualifiés. Les artistes participants sont annoncés lors de conférences de presses hebdomadaires tenues du 6 janvier au 3 février 2020. Les chansons sont publiées le même jour.

### Émissions
- Qualifiés
- Vainqueur

#### Demi-finale 1
| Duel      | Ordre | Artiste           | Chanson          | Auteur(s)                                                  |
| --------- | ----- | ----------------- | ---------------- | ---------------------------------------------------------- |
| I         | 1     | Geirmund          | Come Alive       | Eric Lumiere, Jonas H. Jensen, Niklas Rosström             |
| I         | 2     | Lisa Børud        | Talking About Us | Jimmy Jansson, Anderz Wrethov, Maia Wright, Laurell Barker |
| II        | 3     | Kim André Rysstad | Rainbow          | Knut Bjørnar Asphol, Kim André Rysstad                     |
| II        | 4     | Raylee            | Wild             | Andreas "Stone" Johansson, Anderz Wrethov, Laurell Barker  |
| Promotion |       |                   |                  |                                                            |
| –         | –     | Sondrey           | Take My Time     | Ola Frøyen, Eric Lumiere, Terchi Pippuri                   |

| Ordre | Artiste    | Chanson          |
| ----- | ---------- | ---------------- |
| 1     | Lisa Børud | Talking About Us |
| 2     | Raylee     | Wild             |

#### Demi-finale 2
| Duel      | Ordre | Artiste                  | Chanson                    | Auteur(s)                                                          |
| --------- | ----- | ------------------------ | -------------------------- | ------------------------------------------------------------------ |
| I         | 1     | Tore Petterson           | The Start of Something New | Tore Petterson, Knut Bjørnar Asphol                                |
| I         | 2     | Kim Wigaard & Maria Mohn | Fool for Love              | Torbjørn Raae, Arve Furset, Kim Wigaard Johansen, Maria Mohn       |
| II        | 3     | Anna Jæger               | How About Mars             | Roel Rats, Synne Vorkinn, Christopher Wortley, Sindre T. Jenssen   |
| II        | 4     | Rein Alexander           | One Last Time              | Erik Smaaland, Kristoffer Tømmerbakke, Rein Alexander              |
| Promotion |       |                          |                            |                                                                    |
| –         | –     | Didrik & Emil            | Out of Air                 | Fredrik Boström, Mats Tärnfors, Niclas Lundin, Didrik Solli-Tangen |

| Ordre | Artiste                  | Chanson       |
| ----- | ------------------------ | ------------- |
| 1     | Kim Wigaard & Maria Mohn | Fool for Love |
| 2     | Rein Alexander           | One Last Time |

#### Demi-finale 3
| Duel      | Ordre | Artiste                       | Chanson     | Auteur(s)                                                                  |
| --------- | ----- | ----------------------------- | ----------- | -------------------------------------------------------------------------- |
| I         | 1     | Alexandru                     | Pink Jacket | Ruben Markussen, Tormod Løkling                                            |
| I         | 2     | Sie Gubba                     | Kjære du    | Petter Øien, Magne Almås                                                   |
| II        | 3     | Thomas Løseth & Erika Norwich | Vertigo     | Idar Sørensen                                                              |
| II        | 4     | Kristin Husøy                 | Pray for Me | Galeyn Tenhaeff, Neil Hollyn, Marcia Sondeijker, Roel Rats, Kristin Husøy  |
| Promotion |       |                               |             |                                                                            |
| –         | –     | Akuvi                         | Som du er   | Andreas "Stone" Johansson, Costa Leon, Amin Zana, Beatrice Akuvi Kumordzie |

| Ordre | Artiste       | Chanson     |
| ----- | ------------- | ----------- |
| 1     | Sie Gubba     | Kjære du    |
| 2     | Kristin Husøy | Pray for Me |

#### Demi-finale 4
| Duel      | Ordre | Artiste            | Chanson               | Auteur(s)                                                  |
| --------- | ----- | ------------------ | --------------------- | ---------------------------------------------------------- |
| I         | 1     | Magnus Bokn        | Over the Sea          | Alexander Rybak, Joakim With Steen, Magnus Bokn            |
| I         | 2     | Oda Loves You      | Love Who We Love      | Magnus Bertelsen, Oda Evjen Gjøvåg                         |
| II        | 3     | Nordic Tenors      | In This Special Place | Einar Kristiansen Five, Jan-Tore Saltnes                   |
| II        | 4     | Hege Bjerk         | Pang                  | Martin Bjerkreim, Trygve Stakkeland, Hege Bjerkreim        |
| Promotion |       |                    |                       |                                                            |
| –         | –     | Ulrikke Brandstorp | Attention             | Christian Ingebrigtsen, Kjetil Mørland, Ulrikke Brandstorp |

| Ordre | Artiste       | Chanson               |
| ----- | ------------- | --------------------- |
| 1     | Magnus Bokn   | Over the Sea          |
| 2     | Nordic Tenors | In This Special Place |

#### Demi-finale 5
| Duel      | Ordre | Artiste          | Chanson         | Auteur(s)                                                                     |
| --------- | ----- | ---------------- | --------------- | ----------------------------------------------------------------------------- |
| I         | 1     | Jenny Jenssen    | Mr. Hello       | Mats Larsson, Jørgen Andson, Jenny Jenssen                                    |
| I         | 2     | Elin & The Woods | We Are As One   | Robin Lynch, Elin Kåven, Ylva Persson, Linda Persson                          |
| II        | 3     | Kevin Boine      | Stem på mæ      | Henning Olerud, Stanley Ferdinandez                                           |
| II        | 4     | Liza Vassilieva  | I Am Gay        | Audun Agnar Guldbrandsen, Stian Nyhammer Olsen, Myrtoula Røe, Liza Vassilieva |
| Promotion |       |                  |                 |                                                                               |
| –         | –     | Tone Damli       | Hurts Sometimes | Helge Moen, Jim Bergsted, Jethro Fox, Tone Damli                              |

| Ordre | Artiste          | Chanson       |
| ----- | ---------------- | ------------- |
| 1     | Elin & The Woods | We Are As One |
| 2     | Liza Vassilieva  | I Am Gay      |

#### Finale
Lors de la finale, les dix finalistes interprètent tous leur chanson une première fois, puis les quatre meilleures chansons sont choisies pour s'affronter lors de la « finale d'or ». Les deux artistes arrivant en tête de cette finale d'or se qualifient pour un ultime duel d'or qui sélectionne le vainqueur de la sélection. Lors de tous les tours de vote, le public norvégien désignera le vainqueur seul.

| Ordre | Artiste            | Chanson         |
| ----- | ------------------ | --------------- |
| 1     | Raylee             | Wild            |
| 2     | Didrik & Emil      | Out of Air      |
| 3     | Magnus Bokn        | Over the Sea    |
| 4     | Akuvi              | Som du er       |
| 5     | Kristin Husøy      | Pray for Me     |
| 6     | Rein Alexander     | One Last Time   |
| 7     | Tone Damli         | Hurts Sometimes |
| 8     | Sondrey            | Take My Time    |
| 9     | Ulrikke Brandstorp | Attention       |
| 10    | Liza Vassilieva    | I Am Gay        |

| Ordre | Artiste            | Chanson     |
| ----- | ------------------ | ----------- |
| 1     | Kristin Husøy      | Pray for Me |
| 2     | Ulrikke Brandstorp | Attention   |
| 3     | Liza Vassilieva    | I Am Gay    |
| 4     | Raylee             | Wild        |

| Ordre | Artiste            | Chanson     | Est     | Ouest  | Centrale | Sud    | Ouest  | Total   | Place |
| ----- | ------------------ | ----------- | ------- | ------ | -------- | ------ | ------ | ------- | ----- |
| 1     | Kristin Husøy      | Pray for Me | 69 696  | 19 932 | 51 176   | 16 756 | 37 107 | 194 667 | 2     |
| 2     | Ulrikke Brandstorp | Attention   | 102 663 | 17 152 | 21 770   | 19 854 | 38 906 | 200 345 | 1     |

La finale se conclut par la victoire d'Ulrikke Brandstorp et de sa chanson Attention, qui représenteront donc la Norvège à l'Eurovision 2020.

## À l'Eurovision
La Norvège aurait participé à la première demi-finale, le 12 mai puis, en cas de qualification, à la finale du 16 mai 2020.
Le 18 mars 2020, l'annulation du Concours en raison de la pandémie de Covid-19 est annoncée.